# Tortanus compernis
Tortanus compernis is een eenoogkreeftjessoort uit de familie van de Tortanidae. De wetenschappelijke naam van de soort is voor het eerst geldig gepubliceerd in 1965 door Gonzalez & Bowman.